# أنيمل كروسينغ: نيو هورايزنس
أنيمال كروسينغ: آفاق جديدة (بالإنجليزية: Animal Crossing: New Horizons)‏ هي لعبة فيديو يابانية طُورت من إستوديو نينتندو إنترتينمنت أنالسيس أند دفيلوبمنت ونُشرت من شركة نينتندو إنها خامس لعبة من سلسلة أنيمال كروسينغ. وصدرت في 20 مارس 2020 كجزء رئيسي في السلسلة.

## تطوير

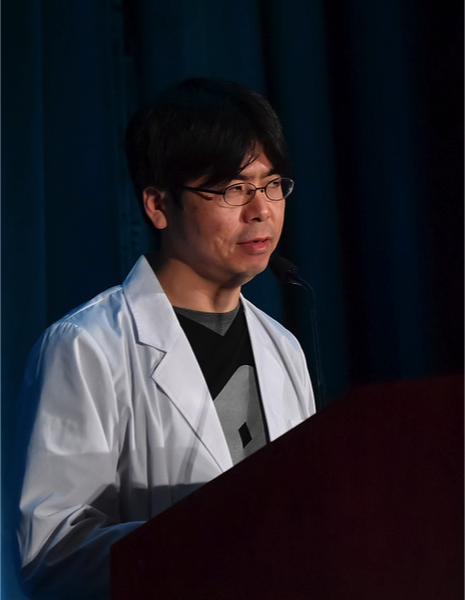
هيساشي نوغامي في مؤتمر مطوري الألعاب عام 2018

أُكِّدَ تطوير لعبة رئيسية جديدة بعنوان عبور الحيوانات لنينتندو سويتش في نينتندو دايركت في 13 سبتمبر 2018، مع تاريخ إصدار 2019 غير محدد. أصدرت نينتندو عنوان اللعبة والمقطورة الأولى لها في 11 يونيو 2019. أُجِّلَت اللعبة حتى 20 مارس 2020، حيث صرح يوشياكي كويزومي أنه من أجل "ضمان أن اللعبة يجب ان تكون أفضل ما يمكن أن تكون عليه.

## المبيعات
باعت اللعبة أكثر من 1.88 مليون نسخة مادية عند إطلاقها في اليابان ، محطمة الرقم القياسي الذي تحمله بوكيمون سورد وشيلد لأكبر لعبة مبيعا على نينتندو سويتش لأول مرة في المنطقة. باعت اللعبة 720,791 نسخة مادية في أسبوعها الثاني في اليابان، باعت أكثر من أنيمل كروسينغ: نيو ليف في أسبوعها الأول. اعتبارًا من 26 أبريل 2020، باعت اللعبة 3895159 نسخة مادية في اليابان، وصلت مبيعات اللعبة حوالي 8 ملايين نسخة في اليابان.
ذكرت نينتندو أنه بِيع 11.77 مليون وحدة بحلول 31 مارس 2020، وإجمالي 13.41 مليون وحدة بعد ستة أسابيع في السوق، مما يجعلها واحدة من «أفضل بدايات على الإطلاق لعنوان نينتندو سويتش» بحلول نهاية السنة المالية 2019.
اعتبارًا من 30 سبتمبر 2020، باعت اللعبة 26.04 مليون وحدة، مما يجعلها ثاني أكثر ألعاب نينتندو سويتش مبيعًا.
اعتباراً من يونيو 2021، باعت اللعبة مايقارب 33.89 مليون نسخة عالميًا. اعتبارًا من 30 سبتمبر 2023، بلغ إجمالي المبيعات 43.38 مليون نسخة.

## استقبال
تلقت اللعبة «إشادة عالمية» وفقًا لجامع المراجعات موقع ميتاكريتيك، لتصبح اللعبة الأعلى تقييمًا في السلسلة على الموقع، حيث حصلت على 90/100. ومع ذلك، فقد حصلت اللعبة مراجعات منخفضة من قبل اللاعبين بسبب مشاكلها مع ملفات تعريف جهاز نينتندو سويتش وطور متعددة اللاعبين.
| استقبال |        |
| --- | ------ |
| مجموع النقاط المجموع نقاط ميتاكريتيك 90/100 [ 18 ] نتائج المراجعة نشرة نقاط دستركتويد 8.5/10 [ 19 ] فاميتسو 38/40 [ 20 ] غيم إنفورمر 9/10 [ 21 ] غيم سبوت 9/10 غيمز رادار [ 22 ] آي جي إن 9/10 [ 23 ] نينتندو لايف [ 24 ] بوكيت غيمر 5/5 [ 25 ] يو إس غيمر 4.5/5 [ 26 ] فيديو غيمر.كوم 8/10 [ 27 ] |        |
| مجموع النقاط |        |
| المجموع | نقاط   |
| ميتاكريتيك | 90/100 |
| نتائج المراجعة |        |
| نشرة | نقاط   |
| دستركتويد | 8.5/10 |
| فاميتسو | 38/40  |
| غيم إنفورمر | 9/10   |
| غيم سبوت | 9/10   |
| غيمز رادار | [ 22 ] |
| آي جي إن | 9/10   |
| نينتندو لايف | [ 24 ] |
| بوكيت غيمر | 5/5    |
| يو إس غيمر | 4.5/5  |
| فيديو غيمر.كوم | 8/10   |

## الجوائز
- اختيرت بوصفها لعبة العالم لعام 2020، ضمن جوائز اليابان للألعاب.[28]

## روابط فنية
أنيمل كروسينغ: نيو هورايزنس على موقع IMDb (الإنجليزية)